# Damville
Damville är en kommun i departementet Eure i regionen Normandie i norra Frankrike. Kommunen ligger i kantonen Damville som tillhör arrondissementet Évreux. År 2015 hade Damville 2 068 invånare.

## Befolkningsutveckling
Antalet invånare i kommunen Damville
Referens:INSEE